# フランク・シュレク
フランク・ルネ・シュレク（Fränk René Schleck。1980年4月15日- ）はルクセンブルクの元自転車競技選手。

## 経歴
同じく選手であり、先に引退した弟・アンディ・シュレクとはプロ時代は常に同じチームであった。また父・ジョニー・シュレクも自転車競技の選手であった。フランク・シュレックと表記されることもある。

### プロ選手への道
アマチュア時代はイタリアのチームを渡り歩いていたが、2001年当時所属していたフェスティナが消滅することになったことから、2002年にACCコンテルンのユースコーチであったマルセル・ジレを介して、チームCSCの監督・ビャルヌ・リースと接触。チームCSCのスタジアル(セミプロ)チームに加入することになり、翌2003年にプロ契約を果たしてトップチーム入り。
2005年、ルクセンブルク国内選手権・個人ロードを制覇（弟・アンディは同年の個人タイムトライアルを制した）。またチューリッヒ選手権では2位、ジロ・ディ・ロンバルディアでは3位に入り、この年より実施されたUCIプロツアー総合13位となる。

### 2006年、2007年
2006年はアムステルゴールドレースを制した他、パリ〜ニースでは総合5位、フレッシュ・ワロンヌでは4位に食い込んだ。更にツール・ド・フランスではラルプ・デュエズにゴールする15ステージを制して総合11位。またUCIプロツアーのランキングでは総合3位に入ってトップ選手の地位を確立した。この年、ルクセンブルク スポーツマンオブザイヤーを受賞。
2007年は落車続きで不本意なシーズンだったが、それでも世界選手権・個人ロード4位、またUCIプロツアーでは総合17位に入った。

### 2008年
アムステルゴールドレース2位、リエージュ〜バストーニュ〜リエージュ3位。その後、2度目となる国内選手権・個人ロードレースを制覇。ツール・ド・フランスでは第10ステージ以降、カデル・エヴァンスに1秒差の総合2位を堅持していたが、アルプス越えステージ第1ラウンドとなる第15ステージで総合首位となり、自身初のマイヨ・ジョーヌを手中にした。通算2日間マイヨを守りきった後、ラルプ・デュエズがゴールの第17ステージでは、終盤になって区間優勝を果たすことになるカルロス・サストレのサポートに回る形となり、サストレにマイヨ・ジョーヌを明け渡した。また第20ステージの個人TTでもタイムが伸びず、結局総合6位となった。

### 2009年
サストレがサーヴェロ・テストチームに移籍した為、チーム・サクソバンク(チームCSCから改称）では弟のアンディと並びグランツールでの総合争いを担うエース役となる。パリ〜ニースでは総合2位に入り、ツール・ド・ルクセンブルクでは総合優勝を達成。ツール・ド・フランスの総合争いが佳境に入った第17ステージでは、最後の1級山岳の手前の2級山岳でアンディを連れて飛び出し、ランス・アームストロングやアンドレアス・クレーデンといった総合争いのライバルを振り落としての逃げ切り勝利を決めて総合3位まで一時浮上した。その後の第18ステージでの個人TTでややタイムが伸びずに表彰台は逃したが、最終的に昨年を1つ上回る総合5位に入った。

### 2010年
- ツール・ド・スイスでは弟アンディやファビアン・カンチェラーラ、グスタヴ・ラルソン、イェンス・フォイクトら錚々たるメンバーを揃えたサクソバンクのチーム力を生かし、最終ステージでロベルト・ヘーシンクを逆転して総合優勝を飾った。
- ツール・ド・フランスではパリ～ルーベでも使われるパヴェを通る第3ステージでトニー・マルティンの落車に巻き込まれて鎖骨骨折したためリタイヤ。
- 国内選手権・個人ロードレース 優勝。
- ブエルタ・ア・エスパーニャ総合5位。

鎖骨にボルトを入れたまま、ツール後の復帰戦でブエルタへ出場。前半は精彩を欠いたが徐々に順位を上げ総合5位。

### 2011年
- チーム・レオパード・トレックに移籍。
- クリテリウム・アンテルナシオナル 総合優勝
- フレッシュ・ワロンヌ 7位
- リエージュ〜バストーニュ〜リエージュ 2位
- ツール・ド・スイス　総合7位
- 国内選手権・ロードレース 優勝
- ツール・ド・フランス　総合3位。総合2位の弟、アンディとともに表彰台に上がった。
- クラシカ・サンセバスティアン 6位
- UCIワールドツアー 個人総合10位

### 2012年
- ツール・ド・ルクセンブルク 総合3位
- ツール・ド・スイス 総合2位

シュレクはツール・ド・フランスに参加していたが、2012年7月17日、国際自転車競技連合は、シュレクの尿サンプルから、世界アンチ・ドーピング機関が禁止薬物に指定している利尿剤キシパミドの陽性反応を検出したことを発表した。シュレクのツール・ド・フランスの棄権処分となり、警察の事情聴取を受けた。世界アンチ・ドーピング機関は、キシパミドを「パフォーマンスの向上目的で使用したのではないと証明することができる物質」に指定していることから、今後はドーピング事例にあたるかどうかが問題となっていた。

### 2013年
- 1月30日、LADA（ルクセンブルクアンチドーピング機構）はフランク・シュレクに1年間（2013年7月13日まで）の出場停止処分を下した。[4]。

### 2014年
- トレック・ファクトリー・レーシング に加入｡

### 2016年
- ジロ・ディ・ロンバルディアを最終戦に引退。

## タイプ
ツール・ド・フランスの山岳ステージで2勝の実績を持つ、世界トップレベルのクライマーである。またワンデーレースでも数多くの上位入賞を果たしている。しかし下りをやや苦手としているのか、見る者をヒヤリとさせる落車が多い。